# 란 나라얀
란 나라얀(힌두어: राम नारायण; IAST: Rām Nārāyaṇ, 1927년 12월 25일~2024년 11월 9일)은 인도의 처음으로 국제적 성공을 한 사랑기 연주자이며, 힌두 전통 음악에서 연주회 독주 악기로서 사랑기를 대중화하였다. "학자" (영어:Pandit, 데바나가리문자: पण्डित) 라는 명칭으로도 불린다.
그는 우다이푸르에서 태어났고, 어릴때 사랑기 연주법을 배웠다. 십대때는 사랑기 연주자들과 가수들 아래에서 배웠고, 음악 선생님과 유랑악사로 일했다. 1944년에는 가수를 뒷받침해주는 반주자로 라호르의 All India Radio 에 취직했다. 1947년 그는 인도의 파티션을 계기로 델리로 이사했고, 반주자 이상의 역할에 관심을 가지게 되었다. 그러나, 계속되는 반주자 역할에 좌절해 나라얀은 1949년 인도 영화 산업에서 일하기 위해 뭄바이로 이사했다.
나라얀은 1954년에 실패한 시도후 1956년 솔로 연주자가 되었고, 그 후 반주를 그만두고 앨범 연주를 시작했다.그는 1960년대에 유럽과 미국 등지에서 콘서트 투어를 하기 시작하였다. 2000년대까지 그는 인도인과 외국인 학생들을 가르쳤고, 인도 내외에서 공연을 했다. 그는 2005년에 인도에서 민간 부문 두 번째로 높은 명예인 Padma Vibhushan을 수여받았다.